# Kroger 250
Das Kroger 250 ist ein Autorennen der NASCAR Camping World Truck Series, welches auf dem Martinsville Speedway in Martinsville, Virginia  stattfindet. Es befindet sich seit 1995 im Rennkalender und geht über eine Distanz von 132 Meilen, was 250 Runden entspricht. Im ersten Austragungsjahr, 1995, hatte das Rennen nur eine Länge von 150 Runden, 79 Meilen. In den Jahren 1996, 1997, 2004 und 2007 kam es zu einem „Green-White-Checkered-Finish“.

## Bisherige Sieger
- 2011: Johnny Sauter
- 2010: Kevin Harvick
- 2009: Kevin Harvick
- 2008: Dennis Setzer
- 2007: Mike Skinner
- 2006: David Starr
- 2005: Bobby Labonte
- 2004: Rick Crawford
- 2003: Dennis Setzer
- 2002: Dennis Setzer
- 2001: Scott Riggs
- 2000: Bobby Hamilton
- 1999: Jimmy Hensley
- 1998: Jay Sauter
- 1997: Rich Bickle
- 1996: Mike Skinner
- 1995: Joe Ruttman